# Persistencia de la lactasa
La persistencia de la lactasa o tolerancia a la lactosa es la actividad continuada de la enzima lactasa en la edad adulta, lo que permite la digestión de la lactosa presente en la leche. En la mayoría de los mamíferos, la actividad de la enzima se reduce drásticamente tras el destete. Sin embargo, en algunas poblaciones humanas, la persistencia de la lactasa ha evolucionado recientementecomo una adaptación al consumo de leche de origen no humano y productos lácteos después de la infancia. A nivel mundial, la mayoría de las personas carecen de persistencia de la lactasa y padecen diversos grados de intolerancia a la lactosa en la edad adulta. Aun así, la persistencia de la lactasa y la intolerancia a la lactosa pueden presentarse de manera simultánea. 

## Distribución global del fenotipo

Porcentaje de adultos que pueden digerir la lactosa en las poblaciones indígenas de Eurasia, África y Oceanía.

La distribución del fenotipo de persistencia de la lactasa o la capacidad para digerir la lactosa en la edad adulta, no es la misma en el mundo. Los porcentajes de persistencia de la lactasa son muy variables. En Europa, la distribución del fenotipo de persistencia de la lactasa es clinal, con porcentajes que oscilan entre el 15% y el 54% en el sudeste y entre el 89% y el 96% en el noroeste.Por ejemplo, se calcula que solo el 17% de los griegos y el 14% de los sardos poseen este fenotipo, mientras que alrededor del 80% de los finlandeses y húngaros y el 100% de los irlandeses son resistentes a la lactasa.Del mismo modo, el porcentaje de persistencia de lactasa es clinical en la India, un estudio de 2011 en el que se identificó la presencia de persistencia de la lactasa en 2.284 individuos de la comunidad ror (Haryana) en el noroeste, arrojó una prevalencia del 48,95%, que disminuyó al 1,5% en los andamaneses del sureste y al 0,8% en las comunidades tibeto-burmanas del noreste.
También se encuentran altos porcentajes de persistencia de lactasa en algunos lugares del África subsaharianay en Oriente Medio,pero la mayoría de las veces la persistencia de lactasa es de intermedia a baja, intermedia en Asia Centra con un rango de 11% a 32%l,los nativos americanos, asiáticos orientales, la mayoría de las poblaciones chinasy algunas poblaciones africanascon un valor menor o igual a 5%. 
En África, el porcentaje de la persistencia de la lactasa es bastante irregular,porque se observan grandes variaciones del porcentaje en poblaciones vecinas, como por ejemplo entre las comunidades beja y los nilotes de Sudány entre las comunidades tradicionalmente pastoras como los fulani y los beduinosse encuentran altos porcentajes de fenotipo de persistencia de la lactasa, esto dificulta el estudio de la distribución de la persistencia de la lactasa.
La persistencia de la lactasa es frecuente en los nguni y algunas otras poblaciones de pastores de Sudáfrica como resultado de los lácteos que consumen en su dieta. Sin embargo, la persistencia de lactasa entre los nguni es menos común que en las poblaciones del norte de Europa ya que, tradicionalmente, su consumo de lácteos provenía principalmente en forma de amasi (conocido como Maas en afrikáans) que es más baja en lactosa que la leche fresca y cruda como resultado del proceso de fermentación al que se somete.

## Genética

Porcentaje de adultos con un genotipo conocido de persistencia de la lactasa en la población indígena del Viejo Mundo.

Múltiples estudios indican que la presencia de los dos fenotipos, "lactasa persistente" (fenotipo derivado) y "lactasa no persistente" (hipolactasia), está programada genéticamente y que la persistencia de la lactasa no está necesariamente determinada por el consumo de lactosa después del periodo de lactancia.
El fenotipo persistente de la lactasa implica una alta expresión de ARNm y una elevada actividad de la lactasa, por consecuencia la capacidad de digerir la lactosa; mientras que el fenotipo no persistente de la lactasa implica una baja expresión de ARNm y una baja actividad de la misma.La enzima lactasa está codificada por el gen LCT.
Se sabe que la hipolactasia se hereda de forma recesiva y autosómica, lo que significa que los individuos con el fenotipo no persistente son homocigotos y recibieron las dos copias de un alelo de baja actividad de la lactasa de sus padres (alelo ancestral), que pueden ser homocigotos o al menos heterocigotos para el alelo.Solo se requiere un alelo de alta actividad para ser persistente a la lactasa.La persistencia a la lactasa se comporta como un rasgo dominante, ya que la mitad de los niveles de actividad de la lactasa son suficientes para digerir significativamente la lactosa.El silencio transcripcional de acción cis del gen de la lactasa es responsable del fenotipo de hipolactasia.Además, los estudios muestran que solo se han encontrado ocho casos en los que los padres de un niño con persistencia de lactasa eran ambos hipolactásicos.Aunque diversos factores genéticos y nutricionales determinan la producción de la misma, no se han encontrado pruebas de que se genere una alteración adaptativa de la producción de lactasa en un individuo en respuesta a cambios en los niveles de consumo de lactosa.Los dos fenotipos distintos de hipolactasia son, el fenotipo I, que está caracterizado por una síntesis reducida del precursor LPH y el fenotipo II, que está asociado con una amplia síntesis del precursor, pero a una menor conversión de la proteína a su forma molecular madura.La enzima lactasa tiene dos sitios activos que descomponen la lactosa, el primero se encuentra en Glu1273 y el segundo en Glu1749, ambos descomponen la lactosa por separado en dos tipos distintos de moléculas.
Se han asociado al menos seis mutaciones (polimorfismos de un solo nucleótido o SNPs) con la expresión de la lactasa.Todas ellas están localizadas en una región del gen MCM6 situada antes de la LCT en el flujo de la transcripción. Esta área se considera una región potenciadora de la transcripción de la LCT.La C/T*-13910, es la primera variante genética identificada asociada a la persistencia de la lactasa,siendo C el alelo ancestral y T el alelo derivado, que es el que está asociado a la persistencia de la lactasa. En el mismo estudio, se encontró otra variante, la G*/A-22018, que también se correlaciona con el fenotipo en la mayoría de los casos.  
Se han identificado otros alelos asociados a la persistencia de la lactasa como, G/C*-14010, C/G*-13907,y T/G*-13915.La T/C*3712es una variante que se describe como parte de un alelo compuesto. En unos pocos estudios se registraron variantes poco frecuentes, como la G/A*14107 en las étnias xhosay fulani (Mali)y la C/T*13906 solo en los fulani (Mali).
Los alelos de persistencia de la lactasa presentan una distribución geográfica variada. Dentro de Europa y en las poblaciones de ascendencia europea, están casi totalmente correlacionados con la presencia de la mutación -13,910 C/T en la región potenciadora del gen de la lactasa (LCT).
Esto difiere de las distribuciones alélicas de la persistencia de la lactasa en el resto del mundo, especialmente en África y Oriente Medio, donde coexisten varios alelos.
El alelo T/G*-13915 está presente sobre todo en poblaciones del este y norte de África y Oriente Medio, no obstante el alelo G/C*-14010 se identificó en África oriental,en cambio el alelo C/G*13907 se describió en Sudán y Etiopíay por otro lado el alelo "europeo" T*13910 también se encuentra en algunas poblaciones de África, incluyendo los fulani (de Mali,Sudány Camerún) y los khoe de Sudáfrica.Este alelo también se ha encontrado en Asia Central.
Se desconoce cómo regulan exactamente la expresión de la LCT las diferentes variantes descritas anteriormente ya que ninguna de las mutaciones identificadas hasta ahora ha demostrado ser la única causa de la persistencia de la lactasa, por lo que es posible que haya más alelos por descubrir.Si nos centramos en la "variante europea", la posición -13910 tiene una función potenciadora de la lactasa debido a que facilita la transcripción del gen LCT. T-13910 es un potenciador mayor que C-13910, por lo que se cree que esta mutación es la responsable de las diferencias en la expresión de la lactasa,aunque no se encuentran pruebas suficientes que demuestren que la persistencia de la lactasa solo esté causada por la C-13910→T-13910.
Además, en un estudio realizado en una población finlandesa se demostró que el gen de la lactasa tiene una mayor expresión cuando se combina G-22018 con T-13910.

## Ventajas evolutivas
La persistencia de la lactasa es un ejemplo perfecto de selección natural en humanos, se ha observado que presenta una fuerte presión de selección, superior a la de cualquier otro gen humano conocido.Sin embargo, las razones específicas por las que la persistencia de la lactasa confiere una ventaja selectiva siguen siendo objeto de especulación.
Se aportaron varias pruebas de que la selección positiva actúa en el alelo T*-13910 que está situado en un tramo de homocigosis de c.1Mb;la fuerza de la selección es similar a la estimada para la resistencia a la malaria.Se realizaron deducciones de haplotipos a partir de datos de poblaciones de Asia Central; allí también se detectó selección, aunque menos intensa que en las poblaciones europeas.Por lo tanto, aunque la T*13910 no sea la causa de la persistencia de la lactasa, fue seleccionada a lo largo de la historia evolutiva humana.
También se demostró que las demás variantes estaban sometidas a selección. El alelo C*-14010 se encuentra en un tramo de homocigosis especialmente largo mayor a 2 Mb.
Se demostró que el alelo compuesto G*-13915 & C*-3712 estaba localizado en un largo tramo de homocigosis (1,1 Mba 1,3 Mb).
La capacidad de digerir la lactosa no es una novedad evolutiva en las poblaciones humanas, puesto que casi todos los mamíferos nacen con la capacidad de digerirla. Este rasgo es ventajoso durante la etapa infantil, ya que la leche es la principal fuente de nutrición, a medida que se produce el destete y otros alimentos entran en la alimentación, la leche deja de consumirse y por tanto, la capacidad de digerir la lactosa ya no proporciona una ventaja física adaptativa distintiva.Esto se hace evidente al examinar el gen de la lactasa de los mamíferos (LCT), cuya expresión disminuye después del destete, lo que resulta en una menor producción de lactasa.Cuando estas enzimas se producen en cantidades bajas, se genera la pérdida de la persistencia de la lactasa.
La capacidad de digerir leche fresca hasta la edad adulta está codificada genéticamente por distintas variantes de selección natural del gen LCT y que difieren entre poblaciones. Esas variantes se encuentran en porcentajes muy elevados en algunas poblaciones y muestran signos de selección. Existen dos hipótesis notables con teorías diferentes que intentan explicar por qué el fenotipo de persistencia de la lactasa ha sido seleccionado positivamente.La primera, conocida como hipótesis histórico-cultural, afirma que la principal razón de la persistencia de la lactasa es la introducción en la dieta de productos alimenticios a base de lácteos,mientras que la segunda hipótesis es la causa inversa que sostiene que el consumo de lácteos fue adoptado por las sociedades que ya presentaban un alto porcentaje de persistencia de la lactasa.

### Hipótesis de la coevolución entre genes y cultura
La hipótesis de la coevolución entre genes y cultura de la selección positiva del fenotipo de persistencia de la lactasa se basa en la observación de que las poblaciones de pastores suelen presentar altos niveles de dicha persistencia. Según esta hipótesis, la razón de la selección es la ventaja nutricional que supone ser resistente a ella.
Los individuos con fenotipos persistentes a la lactasa habrían tenido una ventaja significativa en la adquisición de nutrientes.Esto es válido sobre todo para las sociedades en las que la cría de animales productores de leche y el pastoreo se convirtieron en el principal modo de vida.
La combinación de pastores y genes de persistencia de la lactasa habría permitido a los individuos crear sus propios nichos, lo que significa que habrían tenido menos competencia por los recursos al obtener una fuente secundaria de alimento, la leche.Esta como fuente de nutrición pudo haber sido más ventajosa que la carne, ya que su tasa de renovación es significativamente más rápida. En lugar de tener que criar y sacrificar animales, una vaca o una cabra podían servir repetidamente como recurso, con menos limitaciones de tiempo y energía. La ventaja competitiva otorgada a los individuos tolerantes a la lactosa habría dado lugar a fuertes presiones selectivas a favor de este genotipo, especialmente en épocas de inanición y hambruna, lo que a su vez aumentó la frecuencia con la que la persistencia de la lactasa se mantenía dentro de las poblaciones. La leche también suele estar menos contaminada que el agua, lo que disminuye la exposición a patógenos o parásitos.
En cambio, para las sociedades que no prácticaban el pastoreo, no existía ninguna ventaja selectiva para la persistencia de la lactasa. Las mutaciones que pudieron haber desarrollado variaciones alélicas que codifican la producción de lactasa en la edad adulta son simplemente mutaciones neutras, aparentemente, no aportaron ningún beneficio físico a los individuos. Como resultado, ninguna selección ha perpetuado la propagación de estas variantes alélicas y el genotipo y fenotipo de persistencia de la lactasa siguen siendo poco frecuentes.Por ejemplo, en Asia Oriental, las fuentes históricas afirman que los chinos no consumían leche, mientras que los nómadas que vivían en las fronteras sí lo hacían, esto refleja las distribuciones modernas de la intolerancia. China destaca especialmente como lugar de escasa tolerancia, mientras que en Mongolia y las estepas asiáticas, la leche y los productos lácteos son una fuente principal de nutrición. Los nómadas también elaboraban una bebida alcohólica, llamada airag o kumis, a partir de leche de yegua, aunque el proceso de fermentación reducía la cantidad de lactosa presente.
Se han propuesto dos escenarios para la hipótesis de la coevolución entre genes y cultura, la hipótesis histórico-cultural que sugiere que la persistencia de la lactasa se desarrolló y fue seleccionada tras el inicio de las prácticas de pastoreo y la hipótesis de causa inversa que el pastoreo se extendió solo en poblaciones donde la persistencia de la lactasa ya se encontraba con altos porcentajes. Hay excepciones a la hipótesis, como la de los cazadores-recolectores de la étnia hadza (Tanzania), con una prevalencia del fenotipo de persistencia de la lactasa del 50%.
La evolución de la persistencia de la lactasa en respuesta a las prácticas de pastoreo puede considerarse un ejemplo del efecto Baldwin, por el cual el comportamiento de los animales afecta a la presión de selección a la que están sometidos.

### Beneficios de la persistencia de la lactasa en la edad adulta
Se ha demostrado que el consumo de lactosa beneficia a las personas con persistencia de lactasa hasta la edad adulta. Por ejemplo, en 2009 el estudio de British Women's Heart and Health Study investigó los efectos en la salud de las mujeres de los alelos que codificaban la persistencia de la lactasa, el alelo C indicaba la ausencia y el alelo T su presencia, este determinó que las mujeres homocigotas para el alelo C presentaban más problemas de salud que las mujeres con un alelo C y un alelo T y que las mujeres con dos alelos T. Las mujeres con el alelo CC eran propensas a más fracturas de cadera y muñeca, osteoporosis y cataratas que los otros grupos.También eran, en promedio, entre 0,4 cm y 0,6 cm más bajas y ligeramente más ligeras de peso que las otras.Además, se observó que factores como los rasgos metabólicos, estatus socioeconómico, estilo de vida y la fertilidad no estaban relacionados con los resultados, lo que indica que las mejoras en la salud de estas mujeres se debían al consumo de productos lácteos y a la persistencia de la lactasa.

### Hipótesis de la absorción del calcio
Otra posibilidad es la hipótesis de la absorción del calcio,esta se basa en que la lactosa favorece la absorción intestinal del calcio y ayuda a mantenerlo soluble. Esto puede ser ventajoso en regiones de baja exposición a la luz solar, donde la vitamina D, necesaria para el transporte del calcio, es un factor limitante. Se ha demostrado que el gen de la persistencia de la lactasa se correlaciona con niveles más altos de vitamina D.
Se descubrió que la correlación entre los porcentajes de persistencia de la lactasa y la latitud en 33 poblaciones de Europa era positiva y significativa, mientras que la correlación entre la persistencia de la lactasa y la longitud no lo era, lo que sugiere que los altos niveles de asimilación de la lactosa eran realmente útiles en las zonas del norte de Europa con poca luz solar.
El aumento de la absorción de calcio ayuda a prevenir el raquitismo y la osteomalacia.

### Hipótesis del clima árido
Se propuso una hipótesis específica para el clima árido,en donde, la leche no solo es una fuente de nutrientes, sino también de fluidos, lo que podría ser especialmente ventajoso durante las epidemias de enfermedades gastrointestinales como el cólera, cuando el agua está contaminada. Las poblaciones humanas presentan diferencias en la prevalencia de la persistencia genotípica de la lactasa, la tolerancia fenotípica a la lactosa y el consumo habitual de leche.La capacidad de un individuo para absorber leche está muy extendida en tres situaciones:
- Latitudes más altas, donde una radiación ultravioleta B insuficiente provoca carencias de calcio y vitamina D.
- Zonas áridas, donde la escasez de agua dulce convierte a la leche en una buena fuente de hidratación.
- Zonas de pastoreo, donde el rebaño proporciona abundantes reservas de leche.[52][53]

### Persistencia de la lactasa y resistencia a la malaria
Un estudio sugirió que la persistencia de la lactasa se seleccionó de forma paralela a la resistencia a la malaria en los fulani (Malí).Los mecanismos propuestos son los siguientes: la leche ofrece una ventaja nutricional, su contenido en ácido p-aminobenzoico es inferior al de las dietas no lácteas y en su composición se encuentran inmunomoduladores.

### No persistencia de lactasa en poblaciones dependientes de la leche
Aunque se han discutido las ventajas selectivas de la persistencia de la lactasa, se han realizado estudios de grupos étnicos cuyas poblaciones, a pesar de depender en gran medida del consumo de leche, presentan actualmente un bajo porcentaje de persistencia de la lactasa.Un estudio realizado con 303 individuos de la tribu beja y 282 individuos de varias tribus nilóticas de Sudán descubrió una marcada diferencia entre la distribución de los fenotipos de lactasa de ambas poblaciones. La misma se determinó mediante pruebas de aliento con hidrógeno, como resultado el porcentaje de malabsorbedores de lactosa en los individuos mayores de 30 años era del 18,4% en la tribu beja y del 73,3% en las tribus nilóticas.

## Historia evolutiva
Según la hipótesis de la coevolución entre genes y cultura, la capacidad de digerir la lactosa en la edad adulta resultó ventajosa para los humanos tras la invención de la ganadería y la cría de especies animales que podían proporcionar una fuente constante de leche. Las poblaciones de cazadores-recolectores anteriores a la Revolución Neolítica eran en su inmensa mayoría intolerantes a la lactosa,al igual que los modernos. Los estudios genéticos sugieren que las mutaciones más antiguas asociadas a la persistencia de la lactasa solo alcanzaron niveles apreciables en las poblaciones humanas en los últimos 10.000 años.Esto se relaciona con el inicio de la cría de animales, que tuvo lugar durante la transición neolítica. Por lo tanto, la persistencia de la lactasa se cita a menudo como un ejemplo tanto de la evolución humana reciente(siendo esta un rasgo genético pero la cría de animales un rasgo cultural) y la coevolución entre genes y cultura (que es la simbiosis mutua entre humanos y animales iniciada con el advenimiento de la agricultura).
Dependiendo de las poblaciones, una hipótesis u otra serán más relevantes para la ventaja selectiva de la persistencia de la lactasa. En el norte de Europa, la hipótesis de la absorción de calcio podría ser uno de los factores que explican los fuertes coeficientes de selección,mientras que en las poblaciones africanas, donde la deficiencia de vitamina D no es tan problemática, la propagación del alelo está más estrechamente relacionada con las calorías y la nutrición provenientes del pastoreo.
Se han identificado varios marcadores genéticos de la persistencia de la lactasa que muestran que esta tiene múltiples orígenes en diferentes partes del mundo (ejemplo de evolución convergente). En concreto, se ha planteado la hipótesisde que la variante T*13910 apareció al menos dos veces de forma independiente, observandose en dos haplotipos diferentes. El H98 es el más común, hallandose en los finlandeses y los fulani y los H8 y H12 están relacionados con poblaciones geográficamente restringidas. La versión común es relativamente más antigua, se estima que la variante H98 (común entre los europeos) alcanzó porcentajes significativos hace unos 7.500 años en el centro de los Balcanes y Europa Central, un lugar y una época que corresponden aproximadamente a las culturas de la Cerámica Lineal y Starčevo.
La variante T*13910 también se halla presente en los norteafricanos y probablemente se originó hace unos 7.500 años en Oriente Próximo, pero los primeros agricultores no tenían altos niveles de persistencia de lactasa y no consumían cantidades significativas de leche sin procesar.

### Europa
En Europa, el modelo propuesto para la propagación de la persistencia de la lactasa combina procesos de selección y demográficos.Algunos estudios utilizaron enfoques de modelización para investigar el papel de la derivación genética.Según algunos modelos, la propagación de la persistencia de la lactasa en Europa puede atribuirse principalmente a una forma de deriva genética.Las pruebas también pueden proceder de otros campos, como los registros históricos escritos, en donde los autores romanos dejaron constancia de que los habitantes del norte de Europa, sobre todo de Gran Bretaña y Alemania, consumían leche sin procesar. Esto se relaciona estrechamente con las distribuciones europeas modernas de la intolerancia a la lactosa, donde los habitantes de Gran Bretaña, Alemania y Escandinavia presentan una alta tolerancia y los del sur de Europa, especialmente Italia, una tolerancia más baja.La menor tolerancia en el sur de Europa puede explicarse únicamente por la deriva genética, pero la mayor tolerancia en el norte de Europa puede ser el resultado de una selección positiva.Los informes de 2017, elaborados por 23AndMe, indicaban que el 40,4% de sus clientes, que se autoidentificaban como europeos, portaban una sola copia del alelo mutado 13910C/T y otro 42% portaba dos copias de la mutación de persistencia de la lactasa.
Un escaneo genómico de selección realizado en 2015, utilizando ADN recogido de 230 antiguos eurasiáticos occidentales que vivieron entre 6.500 y 300 a. C., descubrió que la aparición más temprana del alelo responsable de la persistencia de la lactasa se produjo en un individuo que vivió en Europa central entre 2.450 y 2.140 a. C.
Un estudio arqueogenético de 2021, descubrió que la persistencia de la lactasa aumentó rápidamente en Gran Bretaña en los inicios de la Edad del Hierro, mil años antes de que se generalizara en la Europa continental, lo que sugiere que la leche se convirtió en un alimento muy importante en Gran Bretaña en esa época.

### Asia Central
En Asia Central, el polimorfismo causante de la persistencia de la lactasa es el mismo que en Europa (T*13910, rs4988235), lo que sugiere una difusión genética entre ambas regiones geográficas.
Se indica que el alelo T*13910 responsable de la persistencia de la lactasa, pudo haber surgido en Asia Central, ya que su porcentaje es mayor entre los kazajos, estos tienen la menor proporción de reserva genética "occidental" según el análisis de mezcla a partir de datos de microsatélites autosómicos.Esto, a su vez, también podría ser una prueba genética indirecta de la domesticación temprana de caballos para la obtención de productos lácteos, como se ha demostrado recientemente a partir de restos arqueológicos.En los kazajos, tradicionalmente pastores, se estima que el porcentaje de persistencia de la lactasa oscila entre el 25% y el 32%, de los cuales solo el 40,2% presenta síntomas, y entre el 85% y el 92% de los individuos son portadores del alelo T*13910.

### Sur de Asia
En el sur de Asia, el polimorfismo causante dominante para la persistencia de la lactasa es el mismo que en Europa (T*13910, rs4988235), lo que sugiere una difusión genética entre ambas regiones. En un estudio realizado en 2012 con 2.284 individuos de toda la región, se identificó un porcentaje medio del 10,3% de la mutación, aunque la prevalencia variaba entre el 0,8% de los hablantes tibetobirmanos y el 18,4% de los hablantes indoeuropeos. Además, aproximadamente el 3,4% de la población poseía alguna de las otras mutaciones conocidas.

### África
En África la situación es más compleja, ya que es donde se encuentran las cinco variantes principales de persistencia de la lactasa.
La presencia de alelos T*13910 entre los pastores khoe se atribuye al flujo genético procedente de Europa. Sin embargo, la presencia de otros alelos indica un flujo genético procedente de África oriental.
Se ha planteado la hipótesis de que la variante G*13915 se dispersó desde Oriente Próximo, en asociación con la domesticación del camello árabe.
La mutación G-14009 se encuentra en Etiopía.
La variante G*13907 se concentra entre los hablantes afroasiáticos del noreste de África.
En la actualidad, el alelo C*14010 es más común entre los grupos de pastores que habitan en África oriental, desde donde se cree que se extendió junto con la ganadería a partes de África del sur.En última instancia, se estima que la variante de persistencia de la lactasa C*14010 llegó desde el Sáhara a zonas que anteriormente estaban habitadas por poblaciones de habla afroasiática. Esto se dedujo por la existencia de palabras que estaban relacionadas con la cría de animales y el ordeño de origen afroasiático en varias lenguas nilo-saharianas y del níger-congo, así como de la aparición más temprana de lípidos lácteos procesados en cerámicas halladas en el yacimiento arqueológico de Tadrart Acacus (Libia), datadas por radiocarbono en torno al 7.500 a. C., cerca de la edad estimada de la mutación C*14010.
Se desconocen los procesos evolutivos que impulsaron la rápida propagación de la persistencia de la lactasa en algunas poblaciones.En África Oriental, la persistencia de la lactasa ha pasado de ser infrecuente a ser casi universal en tan solo 3.000 años, lo que sugiere una presión selectiva muy fuerte.Algunos estudios también proponen que la selección para la persistencia de la lactasa no es tan fuerte como se supone (barrido selectivo suave) y que su fuerza varía mucho en función de las condiciones ambientales particulares.Tras la cría de los animales, los individuos adquirieron la capacidad de tolerar la lactosa después del destete de la infancia. Esto ofreció una ventaja crucial a los humanos a través de la selección natural al crear variantes genéticas.
Los agricultores neolíticos, que podrían haber residido en el noreste de África y Oriente Próximo, puede que hayan sido la población de origen de las variantes de persistencia de la lactasa, incluida la -13910*T y que posteriormente hayan sido suplantadas por migraciones posteriores de pueblos.Los fulani del África occidental subsahariana, los tuareg del norte de África y los agricultores europeos, que son descendientes de estos agricultores neolíticos, comparten la variante de persistencia de la lactasa -13910*T.Aunque es compartida por los pastores fulani y tuareg, la variante fulani de -13910*T ha sufrido un periodo más largo de diferenciación de haplotipos,en comparación con la variante tuareg. La variante de persistencia de la lactasa -13910*T de los fulani puede haberse extendido, junto con el pastoreo de ganado, entre 9686 a. C. y 7534 a. C., posiblemente alrededor de 8500 a. C.; corroborando este periodo temporal para los fulani, al menos en 7500 a. C., hay pruebas de pastores dedicados al ordeño en el Sáhara Central.

## Otros mamíferos
La malabsorción de la lactosa es típica de los mamíferos adultos y la persistencia de la lactasa está probablemente vinculada a las interacciones humanas en forma de producción láctea. La mayoría de los mamíferos pierden la capacidad de digerir la lactosa cuando son lo bastante mayores para buscar su propia fuente de alimento lejos de sus madres.Tras el destete o la transición de ser alimentados con leche a consumir otros tipos de alimentos, su capacidad para producir lactasa disminuye de forma natural, ya que deja de ser necesaria. Por ejemplo, en un estudio, un lechón perdió el 67% de su capacidad de absorción de lactosa entre los 5 y los 18 días. Aunque casi todos los humanos pueden digerir la lactosa durante los primeros 5 a 7 años de vida,la mayoría de los mamíferos dejan de producir lactasa mucho antes. El ganado vacuno puede destetarse de la leche materna entre los 6 meses y el año de edad.Los corderos se destetan regularmente en torno a las 16 semanas de edad.Estos ejemplos sugieren que la persistencia de la lactasa es un fenómeno exclusivamente humano.

## Factores de confusión
Existen algunos ejemplos de factores que pueden causar el fenotipo de persistencia de la lactasa en ausencia de cualquier variante genética asociada a la misma. Los individuos pueden carecer de alelos para su persistencia, pero seguir tolerando productos lácteos en los que la lactosa se descompone mediante el proceso de fermentación (por ejemplo, queso, yogur).Además, las bacterias intestinales sanas del colon también pueden contribuir a la descomposición de la lactosa, lo que permite a quienes no tienen la genética para la persistencia de la lactasa obtener los beneficios del consumo de leche.

## Pruebas de tolerancia a la lactosa
Para realizar la prueba de tolerancia a la lactosa, se le pide a los pacientes que ayunen durante la noche y tomarse una muestra de sangre para establecer un nivel de glucosa de referencia. A continuación, se les da a beber una solución de lactosa y se comprueban los niveles de glucosa en sangre en intervalos de 20 minutos durante una hora. Se consideran tolerantes a la lactosa aquellos que muestran un aumento sustancial del nivel de glucosa en sangre.
Para detectar la intolerancia a la lactosa se suele utilizar una prueba de aliento con hidrógeno.